# Pasaquina
Pasaquina è un comune del dipartimento di La Unión, in El Salvador.
La chiesa parrocchiale è dedicata a san Sebastiano.